# Love Actually
Love Actually er et romantisk komediedrama og julefilm fra 2003 skrevet og instrueret af Richard Curtis. Filmen er en ensemble-fortælling der foregår under højtiden og følger otte forskellige par i London og deres problemer med at få kærligheden til at fungere. Trods blandede anmeldelser var filmen en publikumssucces i Danmark og blev nomineret til to Golden Globes og tre BAFTA-priser, inklusiv nomineringer til Emma Thompson og Bill Nighy. På rollelisten ses desuden Keira Knightley, Laura Linney, Colin Firth, Liam Neeson, Hugh Grant samt, i en mindre birolle, Rowan Atkinson. Filmen er optaget på lokation i London. Filmens soundtrack inkluderer The Beach Boys, Sugababes, Joni Mitchell, Dido, Justin Timberlake og et cover af Mariah Carey's julesang "All I Want for Christmas Is You", samt en sæson-betonet bearbejdning af Wet Wet Wets "Love Is All Around".

## Medvirkende
- Alan Rickman - Harry
- Emma Thompson - Karen
- Hugh Grant - David
- Keira Knightley - Juliet
- Colin Firth - Jamie
- Sienna Guillory - Jamies kæreste
- Lúcia Moniz - Aurélia
- Liam Neeson - Daniel
- Thomas Sangster - Sam
- Bill Nighy - Billy Mack
- Gregor Fisher - Joe
- Martine McCutcheon - Natalie
- Chiwetel Ejiofor - Peter
- Andrew Lincoln - Mark
- Laura Linney - Sarah
- Rodrigo Santoro - Karl
- Michael Fitzgerald - Michael
- Kris Marshall - Colin
- Abdul Salis - Tony
- Heike Makatsch - Mia
- Martin Freeman - John
- Joanna Page - Judy
- Olivia Olson - Joanna
- Billy Bob Thornton - USA's præsident
- Rowan Atkinson - Rufus
- Claudia Schiffer - Carol
- Nina Sosanya - Annie
- Ivana Miličević - Stacey
- January Jones - Jeannie
- Elisha Cuthbert - Carol-Anne
- Shannon Elizabeth - Harriet
- Denise Richards - Carla
- Lulu Popplewell - Daisy
- Marcus Brigstocke - Mikey
- Julia Davis - Nancy, restauratør
- Ruby Turner - Jean (Joannas mor)

## Handling
Filmen omhandler otte romantiske handlinger, som finder sted i fem uger op til jul i London. Enkemanden Daniel (Liam Neeson) hjælper sin stedsøn Sam (Thomas Sangster) med at imponere klassekammeraten Joanna (Olivia Olson). Den nyerhvervede premierminister David (Hugh Grant) kæmper med at bevise sit værd i sit nye embede og står overfor at skulle samarbejde med den amerikanske præsident (Billy Bob Thornton). Desuden forelsker han sig i Natalie (Martine McCutcheon), som er del af hans nye stab. Forfatteren Jamie (Colin Firth) forlader London for at komme sig over bruddet med sin kæreste og arbejde på sin nye roman i Frankrig, hvor han forelsker sig i den portugisiske husholderske Aurélia (Lúcia Moniz). Sarah (Laura Linney) har haft en mangeårig forelskelse i kollegaen Karl (Rodrigo Santoro), men komplikationer med hendes bror forhindrer hende i at engagere sig i en romance. Mark (Andrew Lincoln) døjer med at komme sig over sin interesse i Juliet (Keira Knightley), som netop er blevet gift med hans bedste ven Peter (Chiwetel Ejiofor). Familiefaren Harry (Alan Rickman) er splittet mellem sin dedikation til sin hustru (Emma Thompson) og den flirtende medarbejder Mia (Heike Makatsch). Standin-skuespillerne John (Martin Freeman) og "Just" Judy (Joanna Page) mødes på settet til en filmproduktion og håber begge på at overkomme den pinlige stemning i forbindelse med indspilning af en sexscene for at indrømme deres følelser for hinanden. Tjeneren Colin (Kris Marshall) har planer om at rejse til USA, eftersom han ikke kan vække britiske pigers interesse. Den fallerede musiker Rufus (Bill Nighy) og hans manager Joe (Gregor Fisher) håber på at få et hit i juledagene, men de oplever konkurrence fra boybandet Blue.

## Udvikling
Filmen markerer Richard Curtis' instruktørdebut. Forud for denne film havde han arbejdet som manuskriptforfatter og producer på Mr. Bean, Fire bryllupper og en begravelse, Notting Hill og Bridget Jones' dagbog. Flere af skuespillerne fra disse produktioner har roller i Love Actually, heriblandt Hugh Grant og Rowan Atkinson. Filmen er blevet sammenlignet med Robert Altmans Short Cuts, der selv bygger på en roman af Raymond Carver, på baggrund af dens fortælleteknik og ensemble-skuespillerhold. Curtis brugte selv Pulp Fiction som reference til filmens struktur. Filmen havde oprindeligt 14 handlingsforløb, og manuskriptet udgjorde 170 sider. Nogle af historierne var filmideer udviklet af Curtis, men havde ikke nok materiale til at udgøre en hel spillefilm. Slettede scener blev offentliggjort som led i DVD-udgivelsen af filmen. Den ene tæller historien om et lesbisk par i deres sidste stunder, inden den enes bortgang. Desuden var et indslag, hvor karakteren Colin fornærmer bryllups-cateren i en sløjfet scene fra manuskriptet til Fire bryllupper og en begravelse. Filmen er en kollaboration mellem tre produktionsselskaber: britiske Working Title, amerikanske Universal Studios og franske StudioCanal.
Filmen indeholder en historie om musikeren Billy Mack, der ønsker at genoplive sin karriere ved at opnå et #1 hit på den britiske hitliste. Det er baseret på et engelsk fænomen, der opstod i 1973, hvor de to glam-rock bands, Slade og Wizzard, begge udgav julesange i et forsøg på at opnå topplacering på hitlisten. De konkurrerede med henholdsvis "Merry Xmas Everybody" og "I Wish It Could Be Christmas Everyday". Vinderen blev annonceret juledag, og efterfølgende er det blevet et fast element i den engelske højtid. Topplaceringen er gennem årene gået til Pet Shop Boys, Queen, Spice Girls, Rage Against the Machine, Nicole Kidman og Robbie Williams i duet, Leona Lewis, Ed Sheeran og Beyoncé, samt animationskarakteren Byggemand Bob.
Filmens manuskript blev udviklet i en tid, hvor Tony Blair var premierminister i Storbritannien og George W. Bush var amerikansk præsident. Blair havde mødt kritik for sit samarbejde med Bush i forbindelse med krigen i Irak og blev af nogle britiske medier beskrevet som "Bush's Poodle" (Bushs puddelhund) eftersom han blev opfattet som værende eftergivende og ukritisk overfor Bushs politik. Manuskriptet parodierer dette i en scene, hvor filmens fiktive britiske premierminister modsiger den amerikanske præsident, på vegne af Storbritanniens nationale stolthed.

### Casting
Casting til Love Actually blev gennemført af Fiona Weir og Mary Selway. Rollerne til Hugh Grant, Emma Thompson og Martine McCutcheon var alle skrevet med dem i tankerne, og McCutcheons karakter Natalie gik oprindeligt under navnet Martine i manuskriptet. Alan Rickman blev hyret til at portrættere Thompsons ægtemand. Grant, Thompson og Rickman havde tidligere spillet over for hinanden i Ang Lees filmatisering af Jane Austens Fornuft og følelse. Love Actually udkom i Keira Knightleys gennembrudsår, hvor hun også var biografaktuel i den første Pirates of the Caribbean-film og havde vundet anerkendelse i USA med Bedre end Beckham. Claudia Schiffer modtog 200.000 britiske pund for sin gæsteoptræden.
Filmen har flere internationale skuespillere på rollelisten. Karaktererne Sarah og Karl var oprindeligt skrevet som britiske karakterer, men efter rollerne blev tilbudt til amerikanske Laura Linney og brasilianske Rodrigo Santoro, blev manuskriptet tilpasset deres respektive nationaliteter. Linney blev tilbudt rollen i form af et personligt brev skrevet af Richard Curtis. Lúcia Moniz fik rollen som Aurélia foran ti andre portugisiske skuespillerinder, mens den tyske Heike Makatsch fik sin største internationale rolle i filmen.
Oprindeligt ønskede Richard Curtis en rollesammensætning, hvis besætning bestod af skuespillere af varierende berømmelse, men i årenes løb blev kontrasten udvasket, eftersom flere af skuespillerne i biroller opnåede international anerkendelse. Martin Freeman fik senere hovedrollen i Peter Jacksons trilogi Hobbitten, Andrew Lincoln fik hovedrollen i tv-serien The Walking Dead og Chiwetel Ejiofor blev nomineret til en Oscar for 12 Years a Slave. Til rollen som rockmusikeren Billy Mack havde Curtis to etablerede Hollywood-navne i tankerne, men valgte Bill Nighy, efter han overværede ham til en gennemlæsning af manuskriptet. Nighy, Lincoln og Ejiofor arbejdede alle på det samme teaterstykke, Blue/Orange, da de gik til casting til filmen.

### Produktion
Filmen startede optagelser i begyndelsen af september 2002 og varede frem til slutningen af november samme år. Filmens scener i Frankrig var de første, der blev indspillet, eftersom produktionen ønskede at udnytte æstetikken og temperaturen repræsenteret i det sydfranske efterår. Filmens produktionsdesigner var Jim Clay, fotograf var Michael Coulter, mens kostumedesigner var Joanna Johnston. Keira Knightleys karakter bærer en tidstypisk denim-kasket i en enkelt scene; denne løsning blev valgt i sidste øjeblik, eftersom Knightley havde en bums i ansigtet, som ikke var til at dække med kosmetik. Curtis vurderede oprindeligt, at Billy Macks udklædninger var overdrevne, men blev overbevist om at bevare dem, eftersom Nighy og Johnston holdt af den flamboyante stil.

## Modtagelse

### Global indtjening
Filmen havde europæisk premiere i form af et galla-event ved Leicester Square i London 16. november 2003, hvor Emma Thompson, Colin Firth, Hugh Grant, Keira Knightley og Kelly Clarkson betrådte den røde løber. Ugen forinden havde filmen premiere i amerikanske biografer, hvor den kom frem i hård konkurrence og kun opnåede en placering som nummer seks på biografhitlisten, bag bl.a. The Matrix Revolutions, julekomedien Elf og Disney-filmen Bjørne Brødre. Filmen havde mere succes i England, hvor den lå nummer ét i fire uger. Samme placering opnåede den i Italien, Finland, Holland, Spanien og New Zealand, mens den opnåede en placering som nummer to i Australien, Tyskland og Japan.
Filmens samlede indtjening fra billetsalg på verdensplan blev $244.931.766, hvilket rangerer som den fjerdestørste indtjening i Hugh Grants karriere, og den næststørste film for Laura Linney efter hendes medvirken i The Truman Show. Filmen er Emma Thompson største succes med en live-action film, der er ikke er associeret med hendes medvirken i serierne om Harry Potter og Men in Black, og Keira Knightleys største film, uden for hendes arbejde i serierne Star Wars og Pirates of the Caribbean.

### Udgivelse og modtagelse i Danmark
Filmen fik dansk premiere i 68 biografer 23. november 2003, samme dag som Et Juleeventyr, den franske eksperimental-film Irréversible, genindspilningen af slasher-filmen Motorsavsmassakren samt Lars von Trier og Jørgen Leths De fem benspænd. Medierådet vurderede filmen til at være tilladt for alle, hvilket står i kontrast til den britiske censur, der fraråder filmen til personer under 15 år. Filmen fik den danske undertitel Kald det kærlighed, som også er navnet på en sang af Lars Lilholt.
Filmen fik en blandet modtagelse af de danske anmeldere ved sin premiere. Information var mest positiv og roste filmens energi og virkemidler. Politiken og Berlingske belønnede begge filmen med 4 på en skala til 6, men påpegede begge filmens længde og sentimentalitet til at påvirke dens kvalitet i en negativ retning. Per Calum fra Jyllands-Posten var mere kritisk og gav filmen 2 ud af 6 og kritiserede bl.a. romancen på tværs af samfundsklasserne mellem premierministeren og hans sekretær. Alligevel var filmen en publikumssucces i Danmark, hvor den solgte 232.982 biografbilletter. Senere er filmen blevet genopsat ved særarrangementer i danske biografer flere år i december. Filmen er blevet sendt på dansk tv gentagne gange i juledagene gennem årene, hovedsageligt på Danmark Radios hovedkanal DR1.
I årenes løb har filmen vakt mindre debat. I et indlæg ved Jyllands-Posten fra 2018 kritiserede David Jacobsen Turner filmen for "emotionelt overgreb" på baggrund af historien om den forældreløse Thomas, hvor mordet på karakterens mor bruges som "uetisk historiefortælling". Anderledes positiv var journalisten Martin Krasnik i en leder i Weekend-Avisen, hvor han roste filmens optimisme og beskrev den som værende positivt uromantisk.

### Priser og anerkendelse
Filmen modtog Golden Globe-nomineringer for Bedste Film og Bedste Manuskript. Emma Thompson og Bill Nighy modtog BAFTA-nomineringer for deres præstationer, og Nighy vandt kategorien Bedste Mandlige Birolle. Hugh Grant og Keira Knightley har begge udtalt, at filmens popularitet er vokset med årene som følge af seernes årlige gensyn med filmen i december. Emma Thompson har påpeget, at hun bliver mødt med flere kommentarer om denne film, end hun gør for sin optræden i Harry Potter-serien.

### Indflydelse på populærkultur
Filmen har senere inspireret til en japansk og en polsk udgave, samt juleafsnittet "Laxmas" fra komedieserien New Girl, hvor Zooey Deschanel, med sit band She & Him, også opfører et cover af The Beach Boys-sangen "God Only Knows" som hilsen til soundtracket fra Love Actually. Afsnittet "Glee, Actually" fra Glee har samme opbygning som Love Actually. En dansk pendant til Love Actually blev igangsat i 2016 som led i at aktivere flere kvindelige danske instruktører. Populariteten af Love Actually i USA er angivet som inspiration de udskældte Garry Marshall-film Valentine's Day, New Year's Eve og Mother's Day, der alle indeholder sammenflettede historier om mere eller mindre kommercielle mærkedage. I 2019 blev Love Actually opført på Broadway i New York.
Scenen hvor Mark erklærer sine følelser for Juliet, er blevet parodieret i flere tilfælde. Det amerikanske satire-show Saturday Night Live har to gange bygget en sketch omkring scenen, bl.a. en udgave hvor en parodi af Hillary Clinton ønsker at overbevise et medlem af den amerikanske valgforsamling til at modsætte sig indsættelsen af Donald Trump som præsident. James Corden lavede en parodi i samarbejde med Kacey Musgraves på sit The Late Late Show i 2019. På Graham Nortons talkshow prøvede en gæst at genopføre seancen foran Keira Knightley.

### Indflydelse på politik
Flere medier har brugt udtrykket "Love Actually Moment", baseret på scenen mellem den britiske premiereministers afstandstagen fra USA's præsident, som et positivt udtryk for selvstændighed i internationale politike forbindelser, ofte i relation til "The Special Relationsship" mellem USA og England. I 2005 kommenterede Tony Blair på scenen og afviste muligheden for at udføre sådan et politisk optrin i politik på baggrund af de konsekvenser, han vurderede der ville følge, hvilket han beskrev som "ruinous consequences of easy applause". Udtrykket er senere blevet nævnt i forbindelse med premierminister Theresa May, hvor det blev overvejet, om hun ville modsætte sig politikken repræsenteret af den amerikanske præsident Donald Trump.

## Lokationer
Filmen er optaget på en række steder i London:
- London Heathrow Lufthavn - Filmens åbningsmontage og scenen hvor Thomas løber efter Joannas fly.
- Elliott School, Pullman Garden - Folkeskolen hvor krybbespillet og koncerten finder sted.
- Grosvenor Chapel, Mayfair - Kirken hvor bryllupsscenen finder sted.
- St Paul’s Church, Rectory Grove, Clapham, SW4 - Kirken hvor begravelsen finder sted.
- Blenheim Road, St Johns Wood - Jamies hjem, hvor han opdager, at hans kæreste er ham utro.
- Selfridges, Oxford Street - Shoppingcentret hvor Rufus (Rowan Atkinson) arbejder.
- Westway Studios, Ladbroke Grove, Notting Hill - Hvor Billy Mack indspiller sin julesang.
- Mappin House, 4 Winsley Street, London W1. - Radiostationen hvor Billy Mack promoverer sin julesang.
- 26-27 Great Sutton Street, Clerkenwell - Marks galleri (der dog angives at være placeret på South Bank)
- Riviera Restaurant, 56 Upper Ground - Scenen hvor Sam afslører for Dan, at han er forelsket for første gang
- Oxo Tower Wharf - Scenen hvor Mark viser Juliet hendes bryllupsvideo
- 102 Poplar Road, Herne Hill - Natalies forældres hjem, beskrevet som "the dodgy end of Wandsworth".
- 27 St Luke’s Mews. W11, Notting Hill - Scenen hvor Mark afslører sit håndskrevne kort til Juliet.

I øvrigt optræder stormagasinet Whiteley’s og Trafalgar Square i montager.
Trods et afsnit, der ifølge manuskriptet foregår i den amerikanske stat Wisconsin blev ingen af filmens scener indspillet i USA. I stedet blev den amerikanske lufthavn filmet ved ridebanen Sandown Park i Esher, Surrey. Premierministerens palæ, 10 Downing Street, er indspillet i Shepperton Studios, mens afslutningsscenen i Heathrow Lufthavn er filmet ved Pinewood Studios. Enkelte scener er filmet i Sydfrankrig. Sommerhuset hvor Jamie arbejder på sin roman er ved Chemin du Roucas Troucas, Vidauban, Var. Afsnittets klimaks foregår i Marseille, inklusiv Marseille Lufthavn. Restauranten hvor Aurelia arbejder, er indspillet ved Le Bar de la Marine, der ligger ved 15 Quai de Rive Neuve.

## Soundtrack
Til filmen blev udgivet et soundtrack, som udkom i to udgaver i henholdsvis USA og Storbritannien. Albummene indeholder begge flere sange som indgår i filmen. På den britiske udgave er "Sometimes" med Gabrielle og tre værker af komponisten Craig Armstrong eksklusivt inkluderet. 
Flere sange bruges i filmen, ofte i diegetisk format, som ikke er aktuelle på filmens soundtrack. Salmen "Good King Wenceslas" fra 1853 opføres i en scene af Hugh Grant. Den engelske udgave af "Glade jul, dejlige jul" anvendes i en dialogfri seance mellem Juliet og Mark. Perry Comos "Catch a Falling Star" fra 1957 bruges i filmen under krybbespilscenen. "Bye Bye Baby" af Bay City Rollers spilles ved begravelsesscenen i starten af filmen. Joni Mitchells "River" bruges som baggrundsmusik under en dialog mellem Thompson og Rickmans karakterer. Darlene Loves "All Alone on Christmas" bruges sidst i filmen, hvor Colin gør sig klar til amerikansk afrejse. "Smooth" af Santana bruges. "Jump (for My Love)" er i filmen anvendt i det originale udgave med Pointer Sisters, mens soundtracket inkluderer et cover af sangen med pigegruppen Girls Aloud med Cheryl Cole. Gruppen er dog erstattet på den amerikanske udgave af soundtracket med den oprindelige version.
Soundtracket indeholder flere kunstnere,der var populære i perioden omkring filmens udgivelse. Den britiske sanger Dido bruges på soundtracket, mens hun også var populær i Danmark. Hendes sange "White Flag" og "Life for Rent" nåede begge førstepladsen på hitlisten i Danmark i ugerne før og efter filmens premiere. I 2003 var "White Flag" også den mest spillede sang på P3. Justin Timberlake havde netop slået igennem som solokunster. Norah Jones var aktuel med albummet Come Away with Me, som solgte 20 millioner eksemplarer på verdensplan. Balladen "Too Lost in You" er skrevet til filmen af Dianne Warren og synges af den britiske gruppe Sugababes. Sangen havde succes i Danmark, hvor den blev nummer 47 blandt årets mest spillede sange på P3 og nåede en placering som nummer 10 på den danske hitliste i 2004, efter filmens udgivelse. Sangen bruges dog ikke i den amerikanske udgave af filmen, hvor den er erstattet af Kelly Clarksons "The Trouble with Love Is". Clarkson havde netop vundet den amerikanske talentkonkurrence American Idol, og sangen skulle lanceres som single på det amerikanske musikmarked. Boybandet Blue bruges som en hyppig reference i filmen, men medvirker ikke på filmens lydside.
"Christmas Is All Around" er en bearbejdning af Wet Wet Wets "Love Is All Around" og bruges som reference til Fire bryllupper og en begravelse, hvor den oprindelige sang anvendes. Bill Nighy spiller sangen, men er på albummet krediteret som karakteren Billy Mack. Musikvideoen, der inkluderer letpåklædte kvindelige guitarister i nissekostumer, er en parodi på Robert Palmers "Addicted to Love" fra 1985, der bruger samme æstetik. Sangen er ikke tilgængelig på streamingstjenesten Spotify på grund af manglende licensrettigheder. Oliva Olson sang selv filmens udgave af "All I Want for Christmas Is You", men er krediteret under eget navn på albummet.
I 2018 opførte Czech National Symphony Orchestra underlægningsmusikken af Craig Armstrong ved et live-arrangement i Musikkens Hus i Aalborg.
Liste med numrene på den britiske cd-udgave
| #  | Titel                             | Kunstner              | Tekstforfatter                                  | Tid  | Note                               |
| -- | --------------------------------- | --------------------- | ----------------------------------------------- | ---- | ---------------------------------- |
| 01 | "Jump (for My Love)"              | Girls Aloud           | Stephen Mitchell, Marti Sharron, Gary Skardina  | 3:40 |                                    |
| 02 | "Too Lost in You"                 | Sugababes             | Dianne Warren                                   | 4:11 |                                    |
| 03 | "The Trouble with Love Is"        | Kelly Clarkson        | Evan Rogers, Carl Sturken, Kelly Clarkson       | 3:41 |                                    |
| 04 | "Here with Me"                    | Dido                  | Dido, Emilio Pasquez, Paul Statham              | 4:14 |                                    |
| 05 | "Christmas Is All Around"         | Billy Mack            | Reg Presley                                     | 3:49 |                                    |
| 06 | "Turn Me On"                      | Norah Jones           | John D. Loudermilk                              | 2:32 |                                    |
| 07 | "Songbird"                        | Eva Cassidy           | Christine McVie                                 | 3:43 |                                    |
| 08 | "Sweetest Goodbye"                | Maroon 5              |                                                 | 4:29 |                                    |
| 09 | "Wherever You Will Go"            | The Calling           | Aaron Kamin, Alex Band                          | 3:10 |                                    |
| 10 | "I'll See It Through"             | Texas                 | Johnny McElhone, Sharleen Spiteri, Guy Chambers | 4:05 | Album-track. Bruges ikke i filmen. |
| 11 | "Both Sides, Now"                 | Joni Mitchell         | Joni Mitchell                                   | 5:46 |                                    |
| 12 | "White Christmas"                 | Otis Redding          | Irving Berling                                  | 3:07 |                                    |
| 13 | "Take Me As I Am"                 | Wyclef Jean, Sharissa |                                                 | 4:17 |                                    |
| 14 | "All I Want for Christmas Is You" | Olivia Olson          | Mariah Carey, Walter Afanasieff                 | 3:28 |                                    |
| 15 | "God Only Knows"                  | The Beach Boys        | Brian Wilson                                    | 2:53 |                                    |
| 16 | "All You Need Is Love"            | Lynden David Hall     | John Lennon, Paul McCartney                     | 3:29 |                                    |
| 17 | "Sometimes"                       | Gabrielle             |                                                 | 3:54 | Album-track. Bruges ikke i filmen. |
| 18 | "Glasgow Love Theme"              | Craig Armstrong       | Craig Armstrong                                 | 2:04 |                                    |
| 19 | "PM's Love Theme"                 | Craig Armstrong       | Craig Armstrong                                 | 2:15 |                                    |
| 20 | "Portuguese Love Theme"           | Craig Armstrong       | Craig Armstrong                                 | 3:54 |                                    |

## Efterfølger
Trods biografsuccessen med Love Actually valgte ingen af filmens tre produktionsselskaber at lave en efterfølger i form af en spillefilm. I 2010 påbegyndte Universal Pictures produktionen af deres første britiske julefilm siden Love Actually, under ledelse af producer David Livingstone, med titlen Last Christmas. Livingstone havde tidligere arbejdet med Emma Thompson på Love Actually og hyrede hende til at arbejde på filmens manuskript, hvor handlingen også fandt sted i London. Filmen blev sammenlignet med Love Actually af flere medier og udgivet i Danmark i november 2019. Denne film havde blandt andre danske Peter Mygind på rollelisten.

### Red Nose Day Actually(2017)
I februar 2017 blev det bekendtgjort, at der ville blive lavet en efterfølger i form af en kortfilm, der skulle udgives som led i det engelske velgørenhedsarrangement Red Nose Day. Størstedelen af det oprindelige skuespillerhold vendte tilbage for at portrættere deres karakterer 14 år efter begivenhederne i den oprindelige film. Emma Thompson valgte ikke at genoptage hendes rolle som Karen på baggrund af Alan Rickmans bortgang året forinden. Kortfilmen blev instrueret af Richard Curtis og udgivet i marts 2017 med titlen Red Nose Day Actually. I maj samme år blev en alternativ amerikansk version udgivet med en historie om Laura Linneys amerikanske karakter.